# 맨 오브 크라이시스: 하비 웰링거 스토리
맨 오브 크라이시스: 하비 웰링거 스토리(Men of Crisis: The Harvey Wallinger Story)는 미국에서 제작된 우디 앨런 감독의 1971년 단편 코미디 영화이다. 이 영화는 리처드 닉슨 행정부를 풍자하였으며 모큐멘터리 스타일로 제작되었다. 우디 앨런 등이 주연으로 출연하였다.

## 출연

### 주연
- 우디 앨런

### 조연
- 데이비드 아크로이드
- 윌 앨버트
- 콘래드 베인